# James W. Marshall
James Wilson Marshall (Hopewell Township, Nueva Jersey, 8 de octubre de 1810 - Kelsey, California, 10 de agosto de 1885) fue un carpintero y aserradero, famoso por ser el primero en encontrar oro en el rio Americano, en Sutter's Mill, Coloma (California) el 24 de enero de 1848. Este descubrimiento impulsó la fiebre del oro de California.

## Biografía
Nacido en Nueva Jersey en 1810, de ascendencia inglesa, fue el mayor de cuatro hermanos y el único varón. En 1816 su familia se mudó a la cercana Lambertville donde su padre construyó una casa. 
James dejó Nueva Jersey en 1834, y tomó dirección al Oeste. Después de pasar un tiempo en Indiana e Illinois se estableció en Misuri, en el área conocida como Platte Purchase (compra del Platte) en 1844 y comenzó a cultivar a lo largo del río Misuri. Allí contrajo malaria, una desgracia común en la zona. Por consejo de su médico, Marshall dejó Misuri con la esperanza que mejorase su salud. Se unió a una caravana de emigrantes y llegó al Valle Willamette en Oregón en la primavera de 1845. Dejó Oregón en junio del mismo año, dirigiéndose hacia el sur por el camino Siskiyou adentrándose en California y llegando al fuerte Sutter, dirigido por John Sutter, a mediados de julio. Sutter era además alcalde (California era aún parte de México) de la zona y contrató a Marshall para trabajar en el aserradero y como carpintero del fuerte. También ayudó a Marshall a comprar una parcela de terreno y le proporcionó ganado. Aquí comenzó el segundo periodo de Marshall como granjero.
Pronto comenzó la Intervención estadounidense en México, en mayo de 1846. Marshall se ofreció como voluntario en un batallón que participó en la rebelión de la bandera del oso. Cuando dejó el batallón y volvió a su rancho a comienzos de 1847, encontró que todo su ganado se había perdido o había sido robado, y tristemente tuvo que dejar su tierra.
Al poco tiempo se asoció con Sutter para la construcción de un aserradero, el Sutter's Mill. Marshall se encargaba de supervisar la construcción y mantenimiento, y a cambio recibía una porción de la madera. El aserradero se situó en Coloma, a orillas del río Americano, 64 km río arriba del fuerte Sutter. Su equipo de construcción consistía principalmente en nativo americanos y veteranos del batallón Mormón.
La construcción continuó hasta enero de 1848, cuando se descubrió que la acequia que drenaba agua desde la rueda hidráulica era demasiado estrecha para el volumen de agua necesitada para el aserradero. Marshall decidió usar la fuerza natural del río para agrandar la acequia; esto podía ser realizado únicamente de noche, para no poner en peligro las vidas de los hombres que trabajaban en el aserradero. Todas las mañanas Marshall examinaba los trabajos realizados la noche previa.

## Descubrimiento del oro
En la mañana del 24 de enero de 1848, Marshall estaba examinando el canal de debajo del aserradero cuando se percató de algo brillante. Marshall relató después:

Recogí una o dos piezas y las examiné atentamente; como tenía conocimientos generales sobre minerales esto solo podían ser dos: sulfuro de hierro u oro. Probé a golpear las piezas contra las rocas y vi que no se rompían. Entonces recogí cuatro o cinco piezas más y se las llevé a Mr. Scott que estaba trabajando en la rueda hidráulica, y grité ¡lo he encontrado!
¿el qué? preguntó Scott
¡oro! respondí
¡Oh, no, no puede ser! respondió Scott
Y dije: ¡Sé que no puede ser nada más!

Se confirmó que el metal era oro después de que varios miembros de la cuadrilla lo verificaran con varias pruebas.
Los trabajadores dejaron el aserradero para buscar oro, además la llegada masiva de pobladores debido a la Fiebre del oro que se desató, le obligaron a abandonar sus tierras.
Regresó a Coloma en 1857, pero no tuvo éxito en sus negocios, se mudó a Kelsey (condado de El Dorado) viviendo de una pequeña pensión, que le concedió la Legislatura Estatal de California. Murió en la pobreza.
- Datos: Q253373
- Multimedia: James W. Marshall / Q253373